# イラク国際戦犯民衆法廷
イラク国際戦犯民衆法廷（イラクこくさいせんぱんみんしゅうほうてい、the International Criminal Tribunal for Iraq）は、模擬裁判の形式をとってアメリカ合衆国などのイラク侵攻に抗議した反戦パフォーマンス。 

## 概要
主催者側の主張によれば、1992年2月29日以後にイラク領域内において国際人道法の重大な違反を犯した個人を被告として、市民の手で判決を出す民衆法廷としているが、「法廷」という用語を使うのも不適切と考えられている。 新聞社などの報道機関も基本的にはこの立場を取っており、民衆法廷やその関連用語は固有名詞として「　」、“　”などで括って報道され、パフォーマンスと位置づけられている。
イラク国際戦犯民衆法廷はイラク世界法廷（WTI）と相互に協力しあいながら活動し、 「公聴会」・「公判」は主に日本で開かれるが、フィリピンや韓国でも開催される予定である。
「判決」は2005年3月5日にイラク世界法廷で出されたが、全国メディアが報道することは無かった。

## 構成（配役）

### 「被告人」
なお「被告人」たちの肩書きはイラク侵攻当時のものである。
- ジョージ・ウォーカー・ブッシュ（アメリカ合衆国大統領）
- トニー・ブレア（イギリス首相）
- 小泉純一郎（日本首相）
- グロリア・M・アロヨ（フィリピン大統領）

### 「弁護人」
なし（アミカス・キュリエ制度を採用）。

アミカス・キュリエは、大久保賢一（弁護士、アフガニスタン国際戦犯民衆法廷アミカスキュリエ）、他4人。

### 「判事」
- 阿部浩己（神奈川大学法学部教授：国際人権法）
- 申惠丰（SHIN, Hae Bong）（青山学院大学法学部助教授：国際人権法）
- 李長煕（Lee Jang-Hie）（韓国・韓国外国語大学法学部長：国際人権法）
- ジョンソン・パンジャイタン（Johnson Panjaitan）（インドネシア：弁護士：インドネシア法律人権擁護協会事務局長）

### 「検事」
検事団長：ロメオ・T・カプロン（Romeo T.Capulong）（フィリピン・弁護士、旧ユーゴスラビア特別法廷非常任判事）。

副団長：岩佐英夫（弁護士）。

副団長：菅野昭夫（弁護士）。

検事：ジョージ・シェル（ドイツ・オスナブリュック大学教授）、ジョン・H・キム（アメリカ・弁護士）、車智勲（Cha Ji-Hoon）（韓国・弁護士）、土井香苗（弁護士）、猿田佐世（弁護士）、他。

### 事務局
裁判部及び検事の事務を行う。

## 「起訴状」の内容
序　イラク攻撃に至る経過
第1章　イラク攻撃
第2章　イラク占領
第3章　被抑留者への拷問
第4章　ファルージャの虐殺
第5章　小泉首相の犯罪
（＊ICTIホームページより）

## 日程
第一回「公判」：2004年7月17日。

第二回「公判」：2004年7月18日 - 起訴状の提出。

「結審」：2004年12月11日、12日、東京。

「判決」：2005年3月5日、トルコ イスタンブール - イラク世界法廷の場で発表された。

## 「判決」
被告人ジョージ・W・ブッシュ大統領及びトニー・ブレアー首相は、
侵略の罪において有罪。
戦争犯罪において一部を無罪、一部を有罪。
ジェノサイドに関わったことにおいて有罪。
被告人ジョージ・W・ブッシュ大統領は、
人道に対する罪においても有罪。
被告人小泉純一郎首相は、
侵略の罪において有罪。
戦争犯罪の幇助と支援の罪において有罪。
ファルージャ虐殺の幇助と支援の罪において一部を無罪、一部を有罪。
被告人グロリア・M・アロヨ大統領は、
侵略の罪において有罪。

## 呼びかけ人・団体
浅野健一（ジャーナリスト・同志社大学教授）、
安孫子誠人（「マスコミ市民」編集人）、
伊藤成彦（中央大学名誉教授）、
内海愛子（恵泉女学園教員）、
きくちゆみ（グローバル・ピース・キャンペーン）、
工藤英三（前創価大学教授）、
栗田禎子（千葉大学助教授）、
佐藤昭夫（早稲田大学名誉教授）、
佐藤和義（民主主義的社会主義運動）、
澤藤統一郎（弁護士）、
ジャミーラ高橋（アラブイスラーム文化協会）、
高里鈴代（那覇市市議会議員）、
武田隆雄（日本山妙法寺僧侶）、
土屋典子（ぐろっぴぃ）、
広河隆一（フォトジャーナリスト）、
藤田祐幸（慶應義塾大学物理学教室助教授）、
本多勝一（ジャーナリスト）、
前田朗（東京造形大学教授）、
アンドレア・バッファ（グローバル・エクスチェンジ、アメリカ）、
李煕子（太平洋戦争被害者補償推進協議会理事、韓国）、
李性旻（労働者民衆会議、韓国）、
コリーヌ・クマール（アジア女性人権評議会、インド）、
STW・ストップ戦争連合（イギリス）、
IAC・世界行動センター（アメリカ）、
LAAW・戦争に反対する法律アクション（イギリス）、
チャック・カウフマン（ANSWER、アメリカ）、
ネリア・サンチョ（アジア女性人権評議会、フィリピン）、
ポール・ガラン（MAPALADKA、フィリピン）、
ローレン・モレ（バークレー市議会環境委員、USA）、
山内徳信（前沖縄県出納長）、
ケン・ローチ（映画監督、イギリス）、
渾大坊一枝（演出家）、
マニカント・ミシュラ（医師、インド）、
尾形憲（テロ特措法・海外派兵は違憲市民訴訟の会）、
飛田雄一（神戸学生青年センター館長）。